# Російський ост-батальйон «Шелонь»
667-й російський єгерський ост-батальйон «Шелонь» — колабораціоністське бойове з'єднання, що було утворене у 1942 році з військовополонених росіян та брало участь в бойових діях та каральних антипартизанських операціях на боці Німеччини.

## Формування
Підрозділ було сформовано у 1942 році в районі залізничної станції Дно (Новгородська область).

### Контингент підрозділу
Контингентом для формування підрозділу виступили добровольці, мешканці міста Дно та в'язні концентраційних таборів від 19 до 37 років. Внаслідок втрат підрозділ поповнювався за допомогою мобілізації, а також через переведення вояків з інших, розформованих раніше російських підрозділів у складі Вермахту.

### Озброєння
На озброєнні підрозділу стояли радянські гвинтівки, станкові та ручні кулемети німецького виробництва, радянські гранати.

## Участь у бойових діях
Батальйон брав участь у антипартизанських операціях в тилу 16-ї армії Вермахту. З серпня 1942 року безперервно бере учать у боях. У листопаді 1943 року перекинутий в місто Скаген (Данія) на півночі півострова Ютландія, де охороняв морські кордони в складі 714-го гренадерського полку РВА. Взимку 1945 року перепідпорядкований 2-ій дивізії ЗС КВНР. У кінці війни розпущений на теренах Чехословаччини.
Батальйон отримав високу оцінку від командування Вермахту як «надійне і боєздатне формування, що успішно виконує покладені на нього завдання».

## Командування
Рісс Олексій — колишній капітан РСЧА, що був заарештований у 1938 році в ході сталінських репресій. Однак вже у 1939 році відновлений в армії та призначений командиром 524-го стрілецького полку РСЧА. В липні 1941 року добровільно перейшов на сторону німців. За службу в Вермахті був нагороджений двома Залізними Хрестами.

Радченко Павло (Віктор Моїсєєнко) — колишній вояк РСЧА, заступник командира батальйону, капітан Вермахту. У 1945 році недовгий час, до розформування був командиром підрозділу. Нагороджений Залізним Хрестом та відзнаками Російської визвольної армії. Після війни емігрував до США.